# Giuseppe Cappelletto
Giuseppe Cappelletto (Lonigo, 1920 – Seconda battaglia di El Alamein, 4 novembre 1942) è stato un militare italiano, decorato con la medaglia d'oro al valor militare alla memoria nel corso della seconda guerra mondiale.

## Biografia

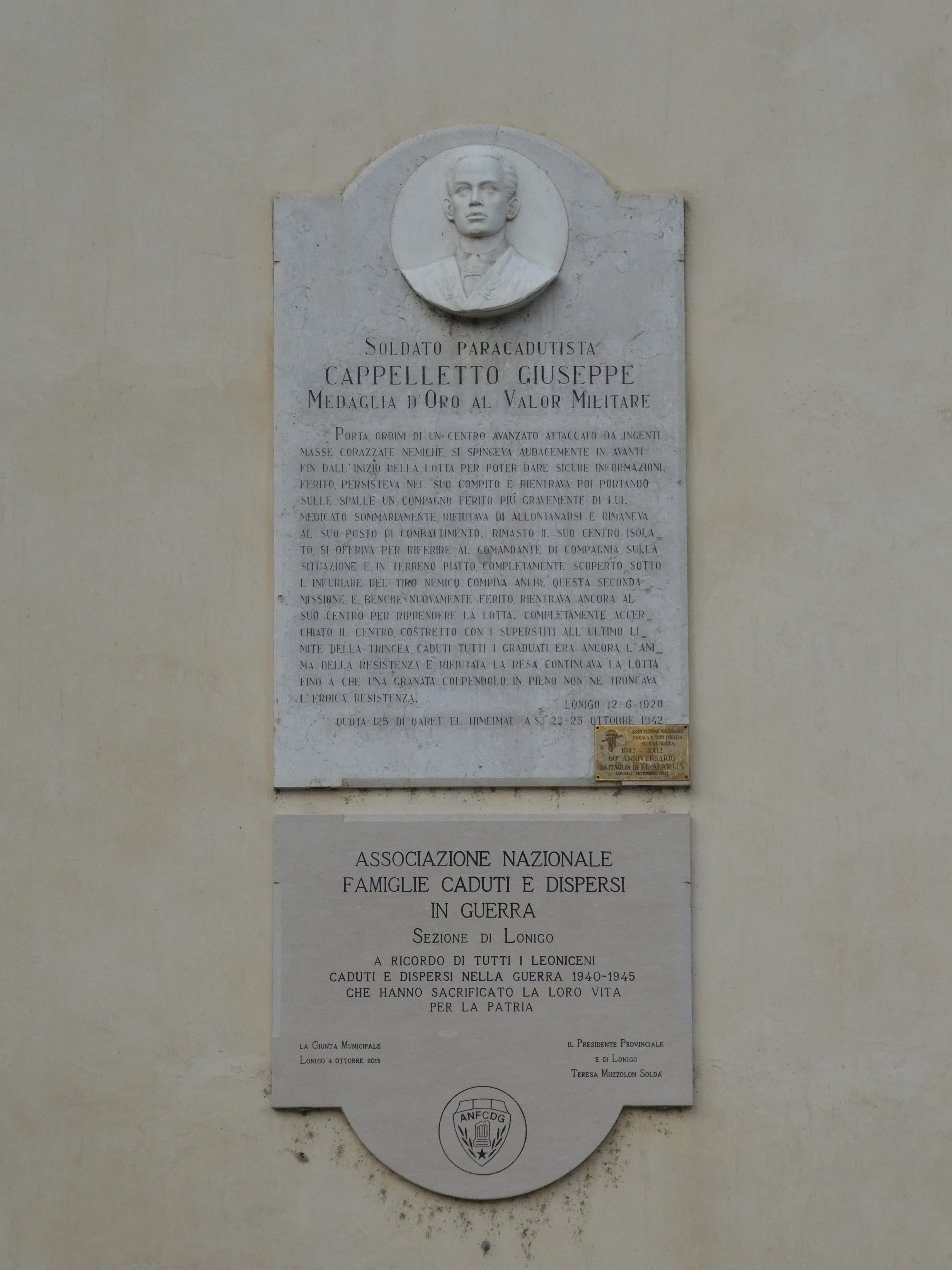
Targa a Giuseppe Cappelletto su Palazzo Pisani a Lonigo

Nacque a Lonigo nel 1920, figlio di Sofia. Lavorò presso la Società Olivetti di Ivrea, fino a quando non fu arruolato nel Regio Esercito, assegnato all'arma di fanteria, corpo degli alpini. Dopo l'entrata in guerra del Regno d'Italia, avvenuta il 10 giugno 1940, a partire dal giorno successivo combatté sul fronte occidentale in forza al Battaglione alpini "Ivrea" del 4º Reggimento alpini.
Rimasto in servizio attivo nel settembre del 1941, fu trasferito, dietro sua domanda, ai reparti paracadutisti, assegnato al 2º Reggimento paracadutisti mobilitato.
Nel giugno del 1942 partì per l'Africa Settentrionale Italiana in forza al 186º Reggimento della 185ª Divisione paracadutisti "Folgore". 
Operando come portaordini, cadde colpito a morte il 4 novembre 1942, durante il corso della seconda battaglia di El Alamein, colpito da granata sul campo di battaglia. Per onorarne il coraggio gli fu assegnata la Medaglia d'oro al valor militare alla memoria.
A Lonigo, suo paese natale, è ricordato con una apposita lapide posta sul muro di palazzo Pisani.

### Fonti
1. ↑  Gruppo Medaglie d'Oro al Valor Militare 1965, p. 103.
2. 1 2 3 4  Bianchi Cattaneo, p. 54.
3. 1 2  Combattenti Liberazione.
4. ↑  Bianchi Cattaneo, p. 53.
5. ↑   CAPPELLETTO Giuseppe, Medaglia d'oro al valor militare, su quirinale.it.
6. ↑  Registrato alla Corte dei conti lì 28 gennaio 1954, Esercito registro 4, foglio 384.